# Paevälja
Paevälja (‘Kalksteenveld’) is een subdistrict of wijk (Estisch: asum) in het stadsdistrict Lasnamäe in Tallinn, de hoofdstad van Estland. De wijk telde 908 inwoners op 1 januari 2020.

## Geografie
De aangrenzende wijken van Paevälja zijn vanaf het noorden met de wijzers van de klok mee Maarjamäe, Loopealse, Laagna, Kurepõllu en Kadriorg.
De belangrijke verkeersweg Narva maantee loopt door de wijk.
Lasnamäe is een kalksteenplateau, dat 30–52 m boven de zeespiegel ligt. De grenzen van Paevälja met de wijken Kadriorg en Maarjamäe bestaan dan ook uit een steile helling. Paevälja is, in tegenstelling tot de meeste andere wijken in Lasnamäe, relatief ongerept gebleven. Het overgrote deel van de wijk bestaat uit de voor een ondergrond van kalksteen karakteristieke schrale vegetatie. Wel worden er sinds 2018 weer huizen bijgebouwd.
In het zuiden van de wijk, waar de weg Juhan Smuuli tee zich van de Narva maantee afsplitst, was een nieuw winkelcentrum, Panorama City, gepland. Begin 2014 werd bekendgemaakt dat de projectontwikkelaar de financiering niet rond kreeg en het project afblies.

## Foto’s

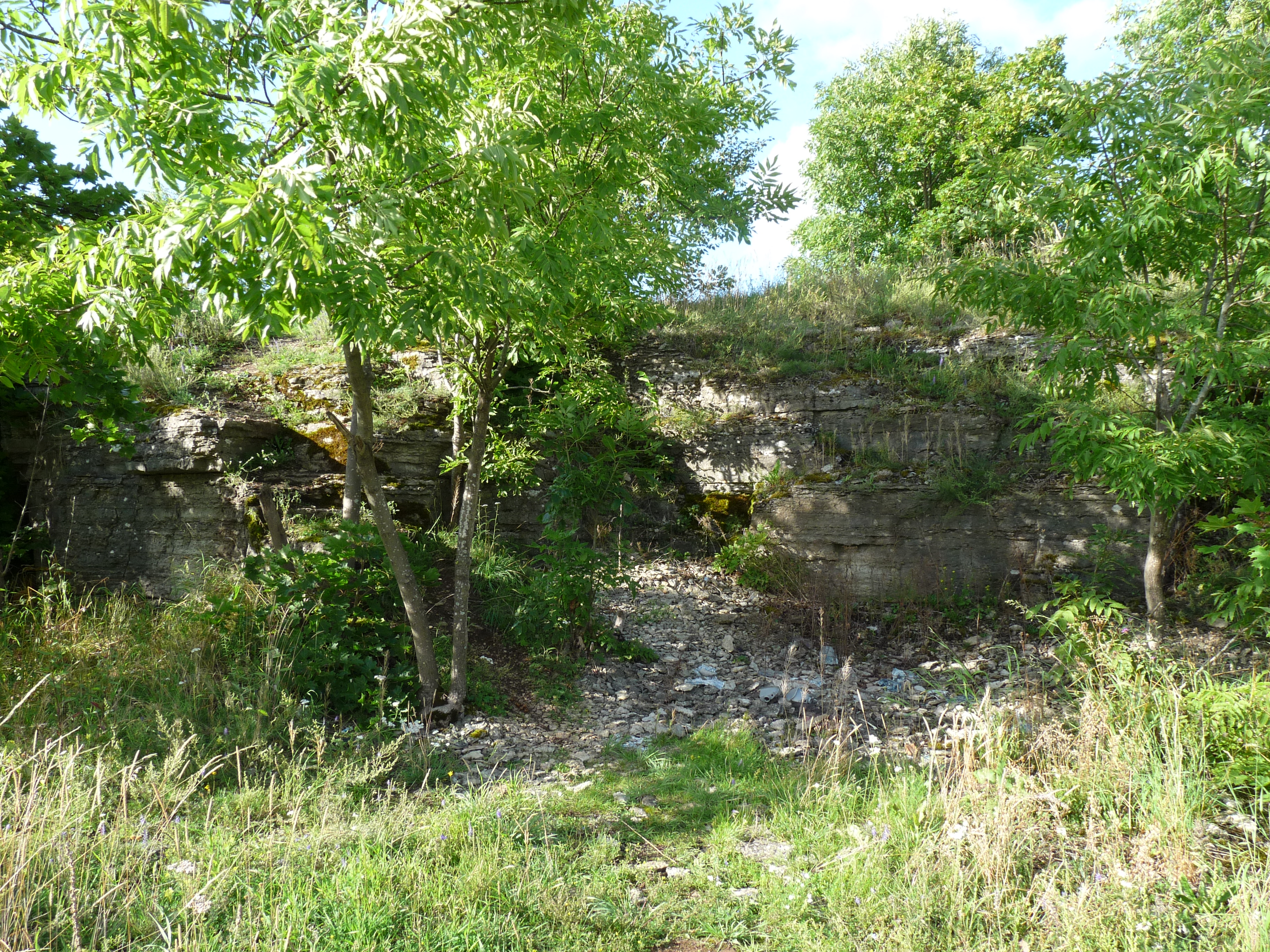
De vegetatie van Paevälja
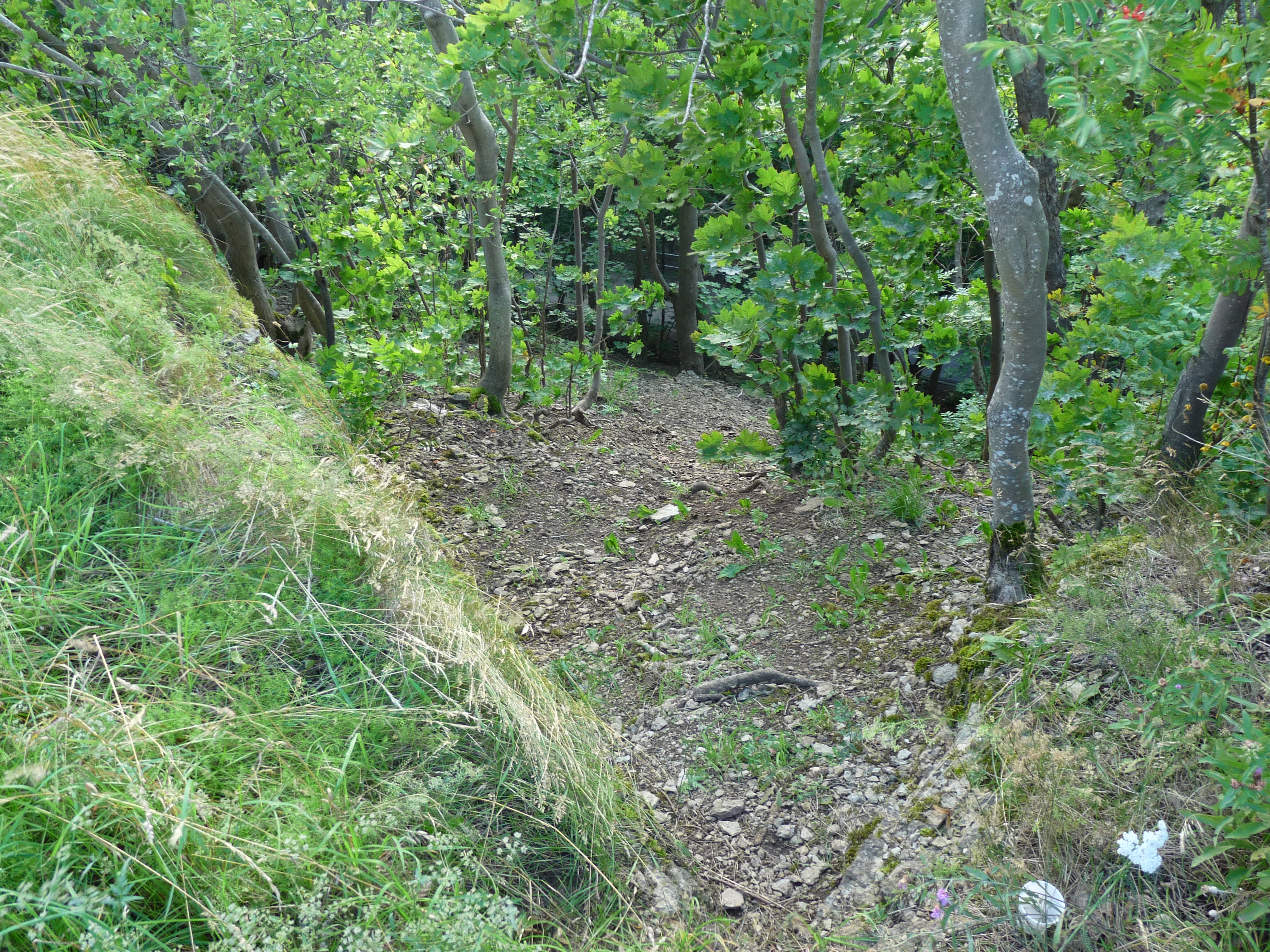
Paadje tussen Paevälja en Maarjamäe
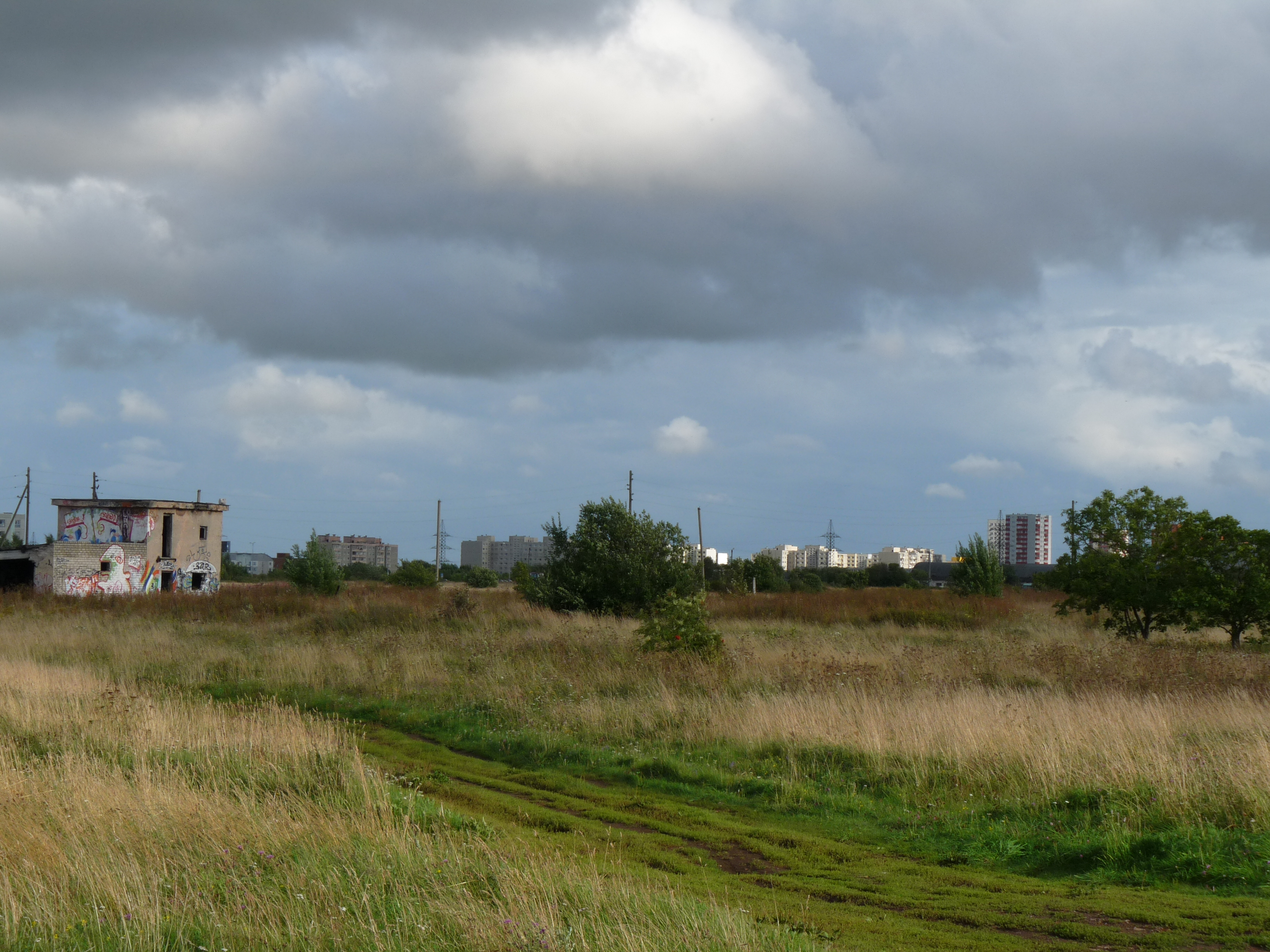
Sporen van een Sovjet-legerbasis

Katleri · Kurepõllu · Kuristiku · Laagna · Loopealse · Mustakivi · Pae · Paevälja · Priisle · Seli · Sikupilli · Sõjamäe · Tondiraba ·  Ülemiste · Uuslinn · Väo